# Canton de Machault
Le canton de Machault est une ancienne division administrative française située dans le département des Ardennes et la région Champagne-Ardenne.

## Géographie
Ce canton était organisé autour de Machault dans l'arrondissement de Vouziers. Son altitude moyenne était de 126 m.

## Représentation

### conseillers généraux
- De 1833 à 1848, les cantons de Machault et de Monthois avaient le même conseiller général. Le nombre de conseillers généraux était limité à 30 par département.

| Période | Période      | Identité                            | Étiquette                | Qualité |
| ------- | ------------ | ----------------------------------- | ------------------------ | --- |
| 1833    | 1842         | Baron Michel Veilande               | Libéral                  | Général d'Empire Maire de Brières (1820-1827) Député (1820-1823)                                                               |
| 1842    | 1848         | Prosper Alexis Allaire              |                          | Docteur en droit, juge de paix à Monthois, propriétaire à Bouconville (Francs-Fossés), ancien avocat à la Cour royale de Paris |
| 1848    | 1852         | Charles Eugène Demoulin (1800-1871) |                          | Médecin à Machault |
| 1852    | 1865 (décès) | Antoine Pierre Lallemant            |                          | Juge de paix à Machault |
| 1865    | 1871         | Louis Gabriel Angenoux              |                          | Procureur impérial à Vouziers                                                                                                  |
| 1871    | 1901         | Léon Paul Noël                      | Républicain              | Médecin à Machault |
| 1901    | 1907         | Alexandre Étienne                   | Républicain              | Banquier à Vouziers |
| 1907    | 1913         | Ernest Charbeaux                    | Droite                   | Agriculteur à Leffincourt |
| 1913    | 1919         | Alphonse Frelier                    | Rad.                     | Vétérinaire à Lille, inspecteur de la salubrité                                                                                |
| 1919    | 1939 (décès) | Ernest Charbeaux                    | URD puis PSF             | Agriculteur à Leffincourt |
| 1939    | 1940         | Albert Jeanjean                     | Rad.                     | Agriculteur Maire de Pauvres Attaché au cabinet du Ministre du Commerce                                                        |
|         |              |                                     |                          | |
| 1945    | 1949         | Albert Jeanjean                     | Rad.                     | Agriculteur Maire de Pauvres                                                                                                   |
| 1949    | 1984 (décès) | René Tinant                         | MRP puis CD puis UDF-CDS | Agriculteur Sénateur (1959-1984) Maire de Cauroy (1945-1984) Président du Conseil Général (1973-1976)                          |
| 1984    | 1998         | Denis Defforges                     | RPR                      | Agriculteur à Machault |
| 1998    | 2015         | Dominique Guérin                    | DVD puis UMP             | Commerçant en matériel agricole Conseiller municipal de Pauvres                                                                |

### Conseillers d'arrondissement
| Période | Période      | Identité                    | Étiquette | Qualité |
| ------- | ------------ | --------------------------- | --------- | --- |
| 1833    | 1845         | M. Lallemant                |           | Juge de paix à Machault                                                                                      |
| 1845    | 1848         | Charles Eugène Demoulin     |           | Médecin à Machault, officier de santé                                                                        |
| 1848    | 1852         | M. Dauphinot                |           | Maire de Machault                                                                                            |
| 1852    | 1870         | Charles Eugène Démoulin     |           | Médecin à Machault, officier de santé                                                                        |
| 1870    | 1877         | Pierre Constant Hureau      |           | Maire de Machault                                                                                            |
| 1877    | 1879 (décès) | Eugène Léon Sautrez         |           | Notaire à Saint-Étienne                                                                                      |
| 1879    | 1904         | Charles Miller              |           | Vétérinaire, maire de Saint-Étienne                                                                          |
| 1904    | 1907         | Ernest Charbeaux            | Droite    | Cultivateur à Leffincourt                                                                                    |
| 1907    | 1913         | Eugène Frélier              |           | Docteur en médecine à Machault                                                                               |
| 1913    | 1934         | Paul Quénet                 |           | Cultivateur, adjoint au maire de Saint-Clément                                                               |
| 1934    | 1940         | Julien Caranjot (1893-1986) |           | Cultivateur à Saint-Clément-à-Arnes                                                                          |
| 1940    |              |                             |           | Les conseils d'arrondissement ont été suspendus par la loi du 12 octobre 1940 et n'ont jamais été réactivés. |

## Composition
Le canton de Machault regroupait quatorze communes et comptait 2 098 habitants (recensement de 1999 sans doubles comptes).
| Nom                   | Code Insee | Intercommunalité           | Population (dernière pop. légale) |
| --------------------- | ---------- | -------------------------- | --------------------------------- |
| Machault (chef-lieu)  | 08264      | CC de l'Argonne Ardennaise | 511 (2014)                        |
| Cauroy                | 08092      | CC de l'Argonne Ardennaise | 187 (2014)                        |
| Chardeny              | 08104      | CC de l'Argonne Ardennaise | 41 (2014)                         |
| Dricourt              | 08147      | CC de l'Argonne Ardennaise | 87 (2014)                         |
| Hauviné               | 08220      | CC de l'Argonne Ardennaise | 313 (2014)                        |
| Leffincourt           | 08250      | CC de l'Argonne Ardennaise | 183 (2014)                        |
| Mont-Saint-Remy       | 08309      | CC de l'Argonne Ardennaise | 53 (2014)                         |
| Pauvres               | 08338      | CC de l'Argonne Ardennaise | 188 (2014)                        |
| Quilly                | 08351      | CC de l'Argonne Ardennaise | 83 (2014)                         |
| Saint-Clément-à-Arnes | 08378      | CC de l'Argonne Ardennaise | 109 (2014)                        |
| Saint-Étienne-à-Arnes | 08379      | CC de l'Argonne Ardennaise | 241 (2014)                        |
| Saint-Pierre-à-Arnes  | 08393      | CC de l'Argonne Ardennaise | 66 (2014)                         |
| Semide                | 08410      | CC de l'Argonne Ardennaise | 195 (2014)                        |
| Tourcelles-Chaumont   | 08455      | CC de l'Argonne Ardennaise | 94 (2014)                         |

## Démographie
| 1962  | 1968  | 1975  | 1982  | 1990  | 1999  | 2006  | 2011  | 2012  |
| ----- | ----- | ----- | ----- | ----- | ----- | ----- | ----- | ----- |
| 2 633 | 2 570 | 2 331 | 2 181 | 2 267 | 2 098 | 2 229 | 2 325 | 2 337 |